# Laize-la-Ville
Laize-la-Ville és un municipi francès situat al departament de Calvados i a la regió de Normandia. L'any 2007 tenia 470 habitants.

## Demografia

### Població
El 2007 la població de fet de Laize-la-Ville era de 470 persones. Hi havia 167 famílies de les quals 18 eren unipersonals (18 dones vivint soles i 18 dones vivint soles), 53 parelles sense fills, 92 parelles amb fills i 4 famílies monoparentals amb fills.
La població ha evolucionat segons el següent gràfic:
Habitants censats

### Habitatges
El 2007 hi havia 176 habitatges, 169 eren l'habitatge principal de la família, 2 eren segones residències i 4 estaven desocupats. 173 eren cases i 1 era un apartament. Dels 169 habitatges principals, 127 estaven ocupats pels seus propietaris i 42 estaven llogats i ocupats pels llogaters; 4 tenien dues cambres, 19 en tenien tres, 38 en tenien quatre i 108 en tenien cinc o més. 145 habitatges disposaven pel capbaix d'una plaça de pàrquing. A 54 habitatges hi havia un automòbil i a 108 n'hi havia dos o més.

### Piràmide de població
La piràmide de població per edats i sexe el 2009 era:
| Homes | Edats   | Dones |
| ----- | ------- | ----- |
| 0     | 95 o +  | 0     |
| 0     | 90 a 94 | 0     |
| 0     | 85 a 89 | 0     |
| 0     | 80 a 84 | 0     |
| 0     | 75 a 79 | 8     |
| 8     | 70 a 74 | 8     |
| 0     | 65 a 69 | 4     |
| 12    | 60 a 64 | 0     |
| 12    | 55 a 59 | 16    |
| 8     | 50 a 54 | 8     |
| 16    | 45 a 49 | 12    |
| 8     | 40 a 44 | 20    |
| 20    | 35 a 39 | 8     |
| 16    | 30 a 34 | 16    |
| 4     | 25 a 29 | 8     |
| 4     | 20 a 24 | 12    |
| 24    | 15 a 19 | 4     |
| 8     | 10 a 14 | 12    |
| 8     | 5 a 9   | 4     |
| 4     | 0 a 4   | 8     |

## Economia
El 2007 la població en edat de treballar era de 323 persones, 256 eren actives i 67 eren inactives. De les 256 persones actives 228 estaven ocupades (117 homes i 111 dones) i 27 estaven aturades (15 homes i 12 dones). De les 67 persones inactives 21 estaven jubilades, 24 estaven estudiant i 22 estaven classificades com a «altres inactius».

### Ingressos
El 2009 a Laize-la-Ville hi havia 204 unitats fiscals que integraven 602 persones, la mediana anual d'ingressos fiscals per persona era de 20.406,5 €.

### Activitats econòmiques
Dels 14 establiments que hi havia el 2007, 1 era d'una empresa de fabricació de material elèctric, 3 d'empreses de construcció, 3 d'empreses de comerç i reparació d'automòbils, 2 d'empreses de transport, 2 d'empreses d'hostatgeria i restauració, 2 d'empreses de serveis i 1 d'una empresa classificada com a «altres activitats de serveis».
Dels 3 establiments de servei als particulars que hi havia el 2009, 2 eren fusteries i 1 restaurant.
L'any 2000 a Laize-la-Ville hi havia 3 explotacions agrícoles.

## Poblacions més properes
El següent diagrama mostra les poblacions més properes.